# كاظم أباد (شهر أباد)
كاظم أباد (بالفارسية: کاظم‌آباد) هي قرية تقع في إيران في Shahrabad Rural District. يقدر عدد سكانها بـ 1,020 نسمة .